# Accident de la charrette de foin à Cormier-Village en 1989
L'accident de la charrette de foin à Cormier-Village a eu lieu le 8 octobre 1989 à Cormier-Village, un hameau de Beaubassin-Est, près de Shédiac, dans le comté de Westmorland au Sud-Est du Nouveau-Brunswick (Canada).
Une soixantaine de personnes membres de deux familles — les Léger et les McGraw — participant à une promenade dans une charrette à foin, sont percutées par un camion-remorque transportant des billots de bois. Il y a 13 morts, dont 5 enfants, et 45 blessés, en faisant l'un des accidents de la route les plus meurtriers de l'histoire du Canada.
Au cours de l'année suivante, le gouvernement du Nouveau-Brunswick et le Collège des psychologues ont instauré le programme provincial de Gestion du stress en cas d'incident critique (GSIC).
Un monument est installé à la mémoire des victimes sur le site de l'accident. Une réunion des 125 descendants des deux familles est organisée en octobre 2014.